# 439718 Danielcervantes
439718 Danielcervantes è un asteroide della fascia principale. Scoperto nel 2010, presenta un'orbita caratterizzata da un semiasse maggiore pari a 3,1920721 UA e da un'eccentricità di 0,1825360, inclinata di 17,16812° rispetto all'eclittica.
Dal 28 settembre 2015 al 22 febbraio 2016, quando 450931 Coculescu ricevette la denominazione ufficiale, è stato l'asteroide denominato con il più alto numero ordinale. Prima della sua denominazione, il primato era di 435728 Yunlin.
L'asteroide è dedicato all'ingegnere aerospaziale Daniel Cervantes.